# キャメロット (小惑星)
キャメロット (9500 Camelot) は小惑星帯に位置する小惑星。パロマー天文台のトム・ゲーレルスと、ライデン天文台のファン・ハウテン夫妻が発見した。
アーサー王伝説の王国、ログレスの都、キャメロットに因んで命名された。